# Mooie Trui (schip, 1929)
De Mooie Trui was een spits van de Stichting Schipsterskollektief Vrouwen Leren Vrouwen Werken in de Binnenvaart. Het speciale aan het schip was de exploitatie ten behoeve van de statutaire doelstellingen van de stichting: 
- het bevorderen van mogelijkheden voor vrouwen en meiden om zelfstandig in de binnenvaart werkzaam te kunnen zijn;
- het aantonen van het feit dat vrouwen in staat zijn zelfstandig een traditioneel voornamelijk door mannen uitgeoefend beroep uit te oefenen;
- het ondersteunen van andere instellingen en activiteiten die zijn gericht op de emancipatie van de vrouw in het algemeen en op het verzelfstandigen van vrouwen in hun beroepsuitoefening in het bijzonder.

Het kollektief wilde roldoorberekend werken en men wilde geen individuele financiële winstbelangen en aansprakelijkheden; winst die gemaakt zou worden door het bedrijf zou ten goede komen aan de stichting.

## Het schip
In oktober 1983 kocht het kollektief een Belgische spits  met Europanummer 2008297:
- Bouwjaar: 1929
- Werf van aanbouw: F Lacroix et Cie, Flawine-lez-Namur aan de Maas in België
- Materiaal: staal
- Datum tewaterlating:
- Lengte: 38,5 m
- Breedte: 5,05 m
- Motor: 6 cilinder G.M. dieselmotor, 165 pk, bouwjaar 1969

## De geschiedenis van het schip
- 1929 Gedoopt: AVONTUUR Vlag: België
- 1983 Verkocht aan de VLWB, vernoemd: MOOIE TRUI Vlag Nederland  Verbouwd om slaapplaatsen voor de cursisten te maken
- 1984 Teboekstelling onder nr. 8297 B AMST 1980 ingevolge de Wet Goederenvervoer Binnenscheepvaart, voor het uitvoeren van ongeregeld vervoer in de evenredige vrachtverdeling
- November 1983 Eerste reis via de schippersbeurs in Amsterdam: 250 ton veevoer naar Hoogkerk.
- November 1986 Verkocht

## De cursus
De cursus was opgezet als een 'opstap', als een oriënterende opleiding ter voorbereiding voor het zoeken naar werk in de binnenvaart en als voorbereiding op de officiële opleidingen, zoals die van het Koninklijk Onderwijsfonds voor de Scheepvaart (KOFS). Men kon aan boord dus geen officieel diploma behalen.
Er werd lesgegeven in de theorie en praktijk van het varen met een binnenschip in de beroepsvaart. Aan een echt theoretisch cursusboek werd gewerkt. 
- Theorie met behulp van materiaal van het KOFS (tijdens de praktijk) over
  - de bevrachting (het bedrijfsmatige)
  - de navigatie
  - de vrachten
- Praktijk in
  - onderhoud van het schip en de motor, verven, teren, schoonschip maken
  - losmaken, manoeuvreren, aanleggen, etc.
  - laden en lossen

Het was de bedoeling dat elke cursist bijhield welke onderdelen van het lesprogramma ze doorlopen had, in een boekje dat ze kreeg bij aanvang van de cursus.
In totaal zijn er tien reizen gemaakt met als lading hoofdzakelijk veevoer. Na elke vrachtreis voer de Mooie Trui leeg terug naar Amsterdam. Aan boord werden dan de lessen gegeven en met het schip de nodige oefeningen gedaan.

## De geschiedenis van de stichting
Het begint in 1981 met een advertentie, waarin door Nelly Duijndam gevraagd werd naar een vrouw die met haar een schip wilde kopen. Er reageerden 10 vrouwen, waarvan er uiteindelijk vier vrouwen zaken deden. Ze gebruikten twee jaar om de organisatie rond te krijgen. De belangrijkste activiteit was het binnenhalen van subsidies. Dat lukte via het opzetten van dit project waarmee mogelijkheden voor vrouwen werden geboden om te gaan werken in een traditioneel mannenberoep. Het geld daarvoor moest komen uit:
- de exploitatie van een binnenvaartschip, dat dienstdeed als opleidingsschip
- een oriënterende opleiding voor vrouwen die in de binnenvaart wilden gaan werken.

Een subsidie van ƒ 186.000 werd verkregen van het Europees Sociaal Fonds, Gedeputeerde Staten van Noord-Holland droegen ƒ 54.000 bij en het resterende bedrag voor de aankoop kon worden geleend van de stichting Mama Cash.

## De tegenwerking
Toen in de binnenvaart bekend werd dat er met subsidie een schip was gekocht ervoer men dat als valse concurrentie.
Na de eerste reis werden de schipsters op de beurs bedreigd en werd het hen onmogelijk gemaakt een nieuwe reis aan te nemen. Daarop riepen de schipsters de hulp van de Rijksverkeersinspectie in. Felle acties werden ondernomen om toewijzing van een definitieve vervoersvergunning tegen te houden en om de subsidies ongedaan te maken. Desondanks kreeg Mooie Trui de gevraagde vervoersvergunning en de schipsters moesten toegelaten worden op de beurs. Door interne strubbelingen, technische tegenslagen en een heel strenge winter zonder reizen werd een lonende exploitatie onmogelijk en moest uiteindelijk het schip weer worden verkocht. In december 1986 werd de stichting uitgeschreven uit het register bij de Kamer van Koophandel.